# شین مین آ
این یک نام کره‌ای است؛ نام خانوادگی شین است.
شین مین-آ (کره‌ای: 신민아؛ انگلیسی: Shin Min-a؛ زادهٔ یانگ مین-آ در ۵ آوریل ۱۹۸۴) مدل و بازیگر اهل کره جنوبی است. او بیشتر به خاطر بازی در مجموعه‌های تلویزیونی عشقی برای کشتن (۲۰۰۵)، دوست‌دختر من یک گومیهو است (۲۰۱۰)، آرانگ و دادرس (۲۰۱۲)، اوه ونوس من (۲۰۱۵)، فردا با تو (۲۰۱۷)، دهکده ساحلی چاچاچا (۲۰۲۱) و غم‌های ما (۲۰۲۲) شناخته شده‌است.